# 翁山县
翁山县，中国古县名。
唐朝开元二十六年（738年），析鄮县之海中洲置，治所在今浙江省舟山市东。属明州。以翁山得名。大历六年（771年），因浙东农民领袖袁晁据此起义，废。